# Carex brachycalama
Espèce
Classification phylogénétique
Carex brachycalama est une espèce de plantes du genre Carex et de la famille des Cyperaceae.